# اسکندر سویح
اسکندر سویح (عربی: إسكندر السويح؛ زادهٔ ۲۰ نوامبر ۱۹۷۲) یک بازیکن فوتبال اهل تونس است.
وی همچنین در تیم ملی فوتبال تونس بازی کرده‌است.